# سيرينو واطسون
سيرينو واطسون (1826-1892) (بالإنجليزية: Sereno Watson)‏ هو عالم نبات أمريكي.